# Kawachi, Tochigi
Kawachi (河内郡 Kawachi-gun) là huyện thuộc tỉnh Tochigi, Nhật Bản. Tính đến ngày 1 tháng 10 năm 2020, dân số ước tính của huyện là 30.806 người và mật độ dân số là 570 người/km2. Tổng diện tích của huyện là 54,39 km2.